# Priljepnjak skriveni
Priljepnjak skriveni (lat. Apletodon incognitus) je vrsta riba iz obitelji Gobiesocidae. Vrsta je endemska za sjeveroistočni Atlantski ocean i sjeverozapadno Sredozemno more, a pronađena je i u Jadranu.

## Opis
Tijelo im je izduženo. Prednji dio je širi i blago spljošten. Glava im je vrlo široka i spljoštena, kod mužjaka šira nego kod ženki.

## Stanište
Mlade ribe su velike 1–2 cm i često obitavaju u zajednici s morskim ježevima i na livadama cvjetnice Posidonia oceanica. Veće jedinke se skrivaju pod kamenjem prekrivenim crvenim koraljnim algama i u praznim školjkama dagnji u blizini livada posidonije i Cymodocea nodosa. Žive na dubinama od 2 do 19 metara.
U okviru livade Posidonie često se nalaze u simpatriji s Opeatogenys gracilis.

## Rasprostranjenost
Pronađena je u istočnom Atlantiku, oko Kanarskih otoka, Azora i otoka Madeira. U sredozemlju je zabilježena uz francusku obalu, oko Baleara, kod otoka Elbe, te manji broj uz Tursku obalu. Pronađena je i u sjevernom Jadranu, kod Premanture i Rovinja (Hofrichter i Patzner, 1997).